# Лотошин
Лотошин (пол. Łotoszyny) — колонія у Польщі, в Люблінському воєводстві Грубешівського повіту, ґміни Грубешів.

## Історія
За даними етнографічної експедиції 1869—1870 років під керівництвом Павла Чубинського, у селі проживали греко-католики, які розмовляли українською мовою.

## Лотошин на мапах

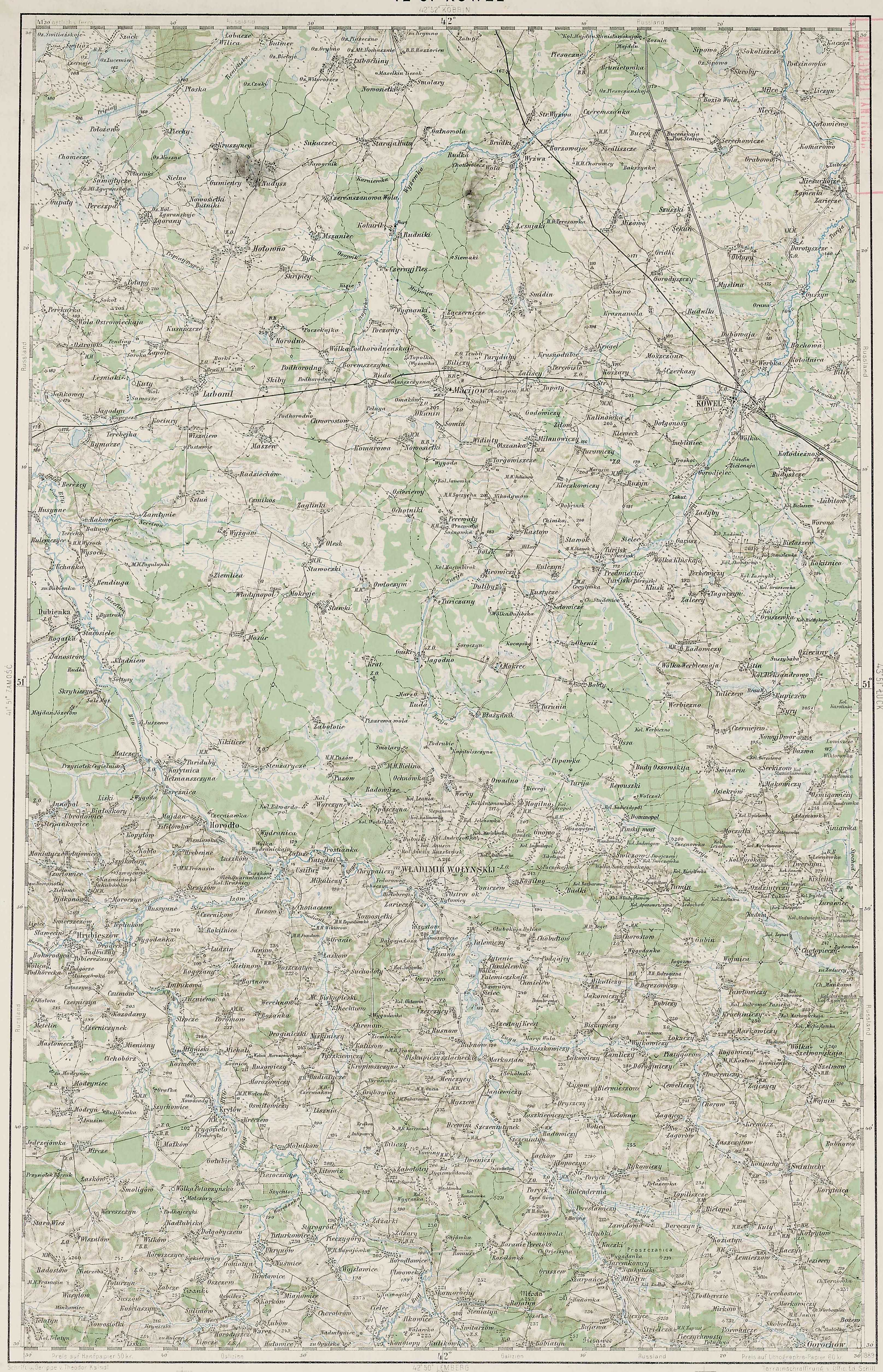
Лотошин на військовій мапі Австро-Угорської імперії з 1889р.
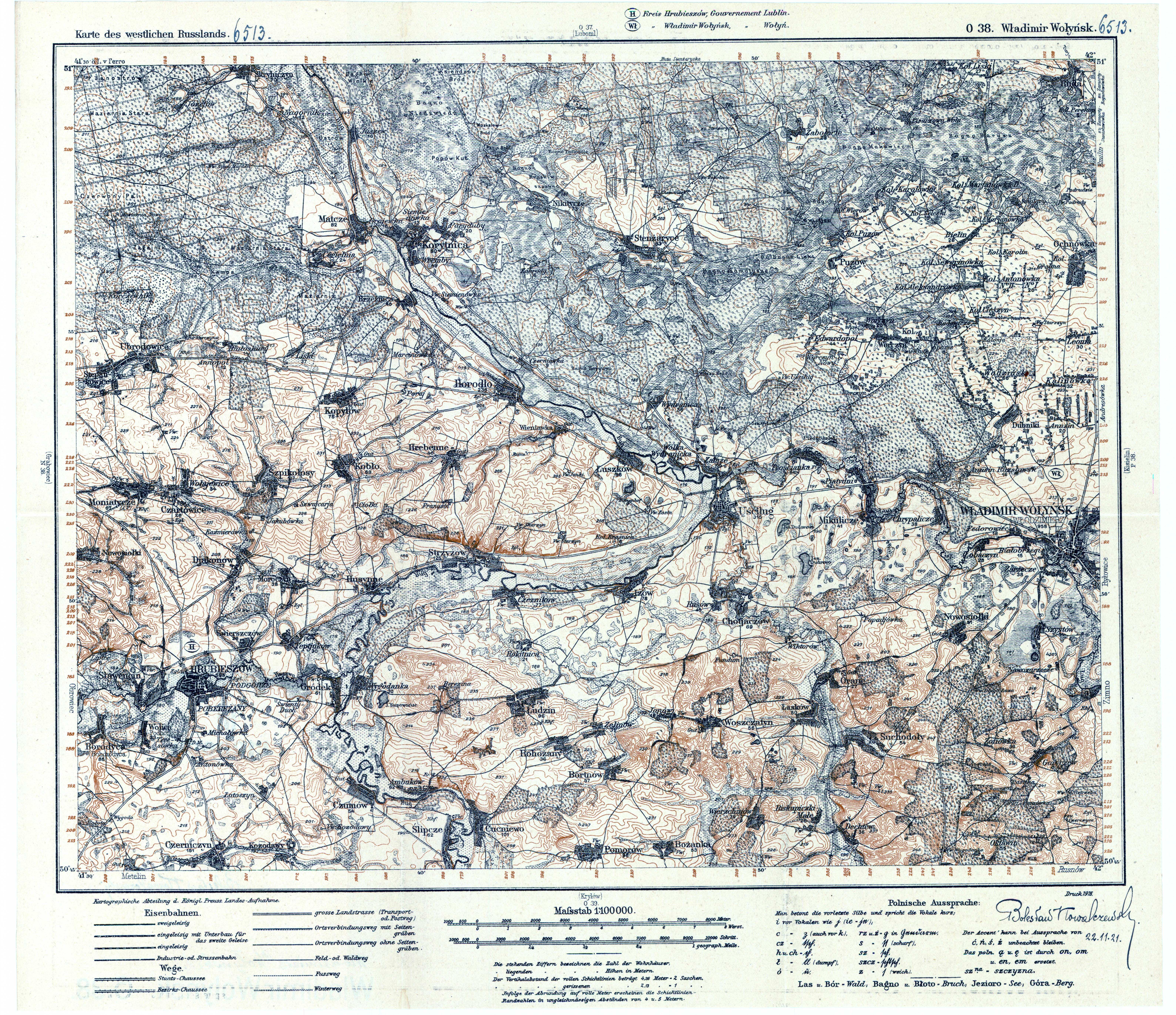
Лотошин на німецькій військовій мапі з 1915 року
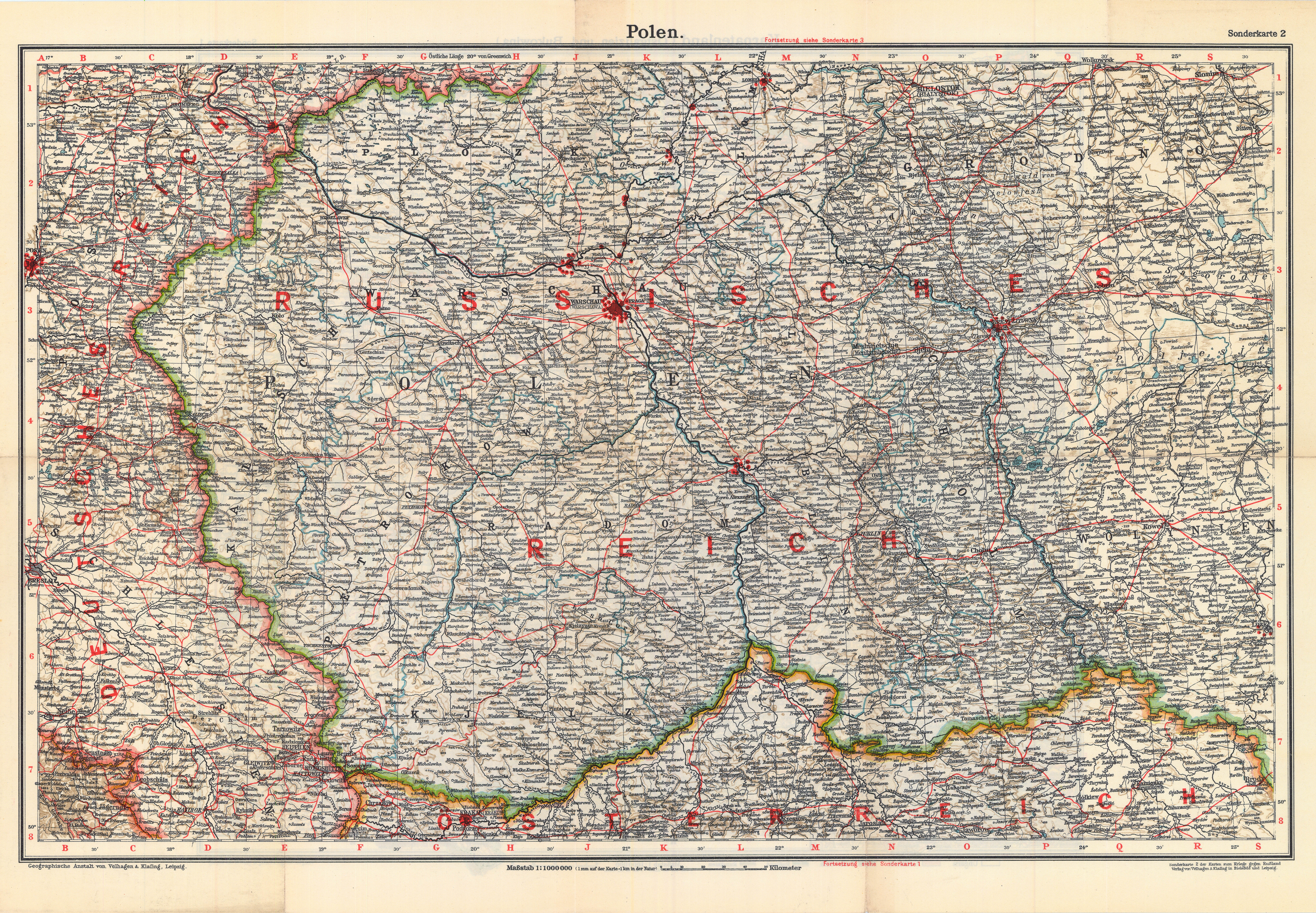
Лотошин на військовій німецькій мапі з 1916р
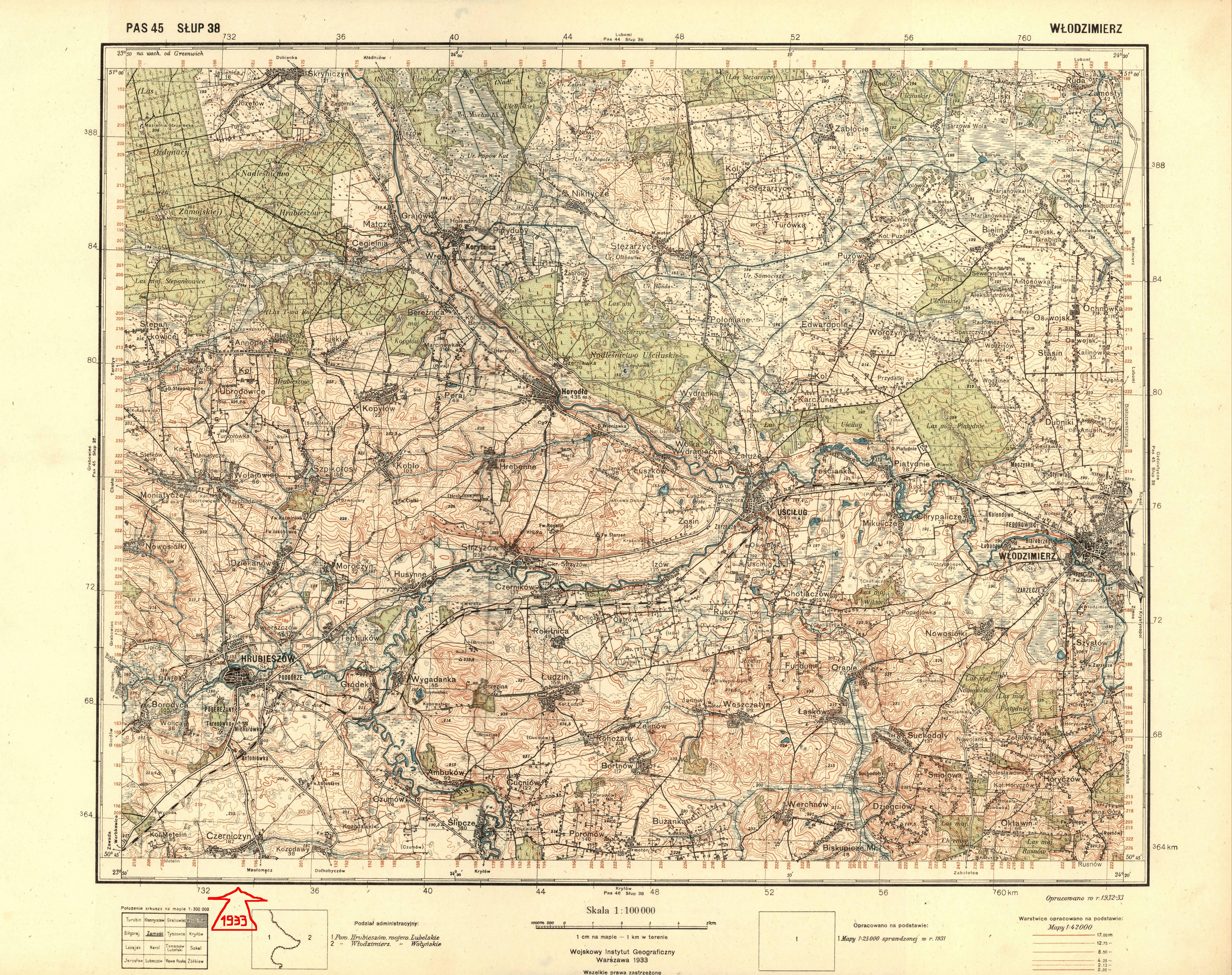
Лотошин на мапі польського військового географічного інституту 1933р.
Лотошин на окупаційній німецькій мапі з 1940 р.
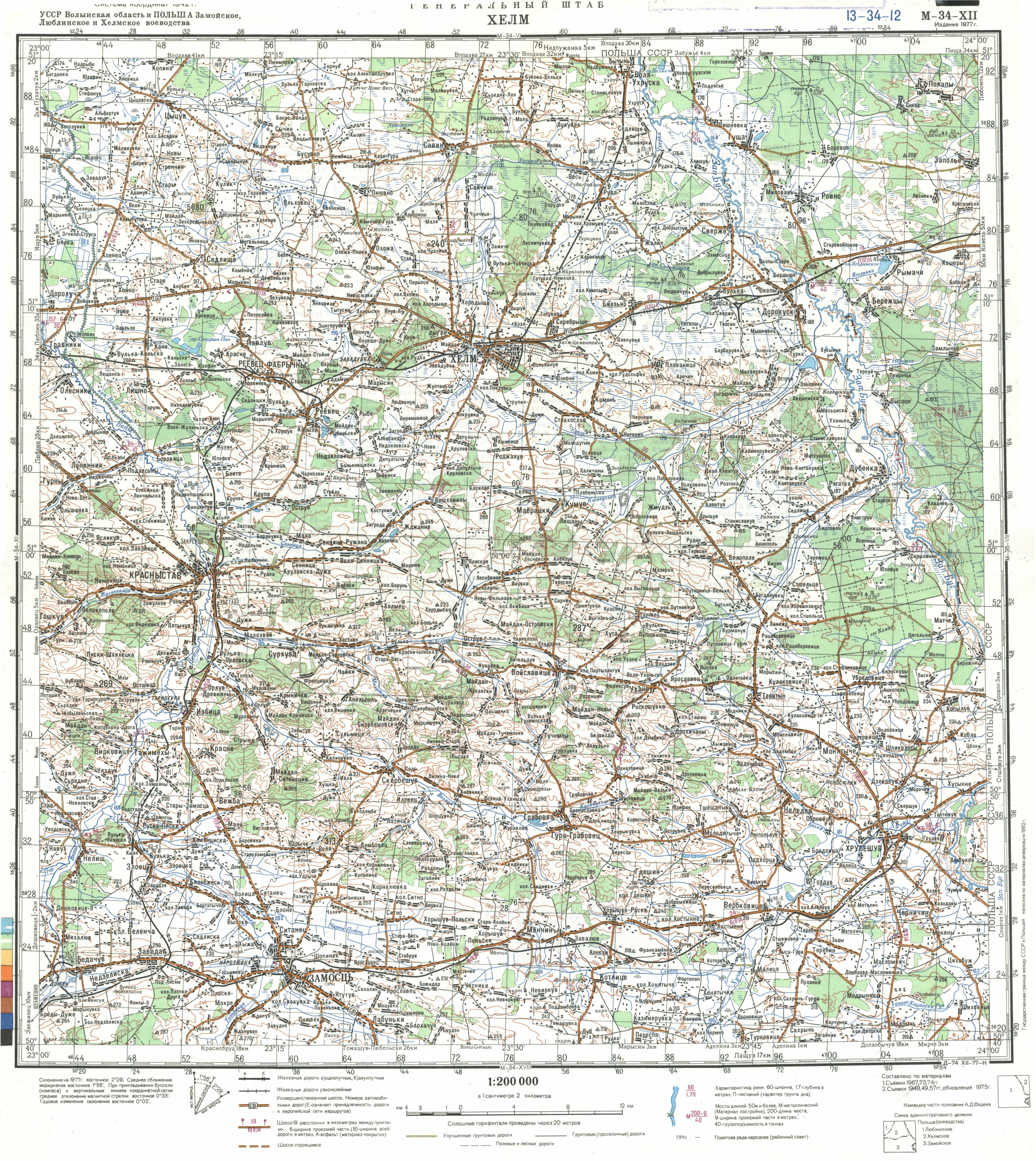
Лотошин на мапі Генерального Штабу СРСР з 1977р.